# Trochetia boutoniana
Pour les articles homonymes, voir Boucle d'oreille (homonymie).
Espèce
Classification phylogénétique
Trochetia boutoniana est une espèce d'arbustes du genre Trochetia de la famille des Malvaceae.
Sa fleur, communément appelée boucle d'oreille, est l'emblème floral national de Maurice depuis 1992. C'est une plante endémique de l'île Maurice dont l’épithète spécifique est dédiée au botaniste français Louis Bouton. Elle subsiste sur l’île uniquement le long des pentes du Morne.

## Description

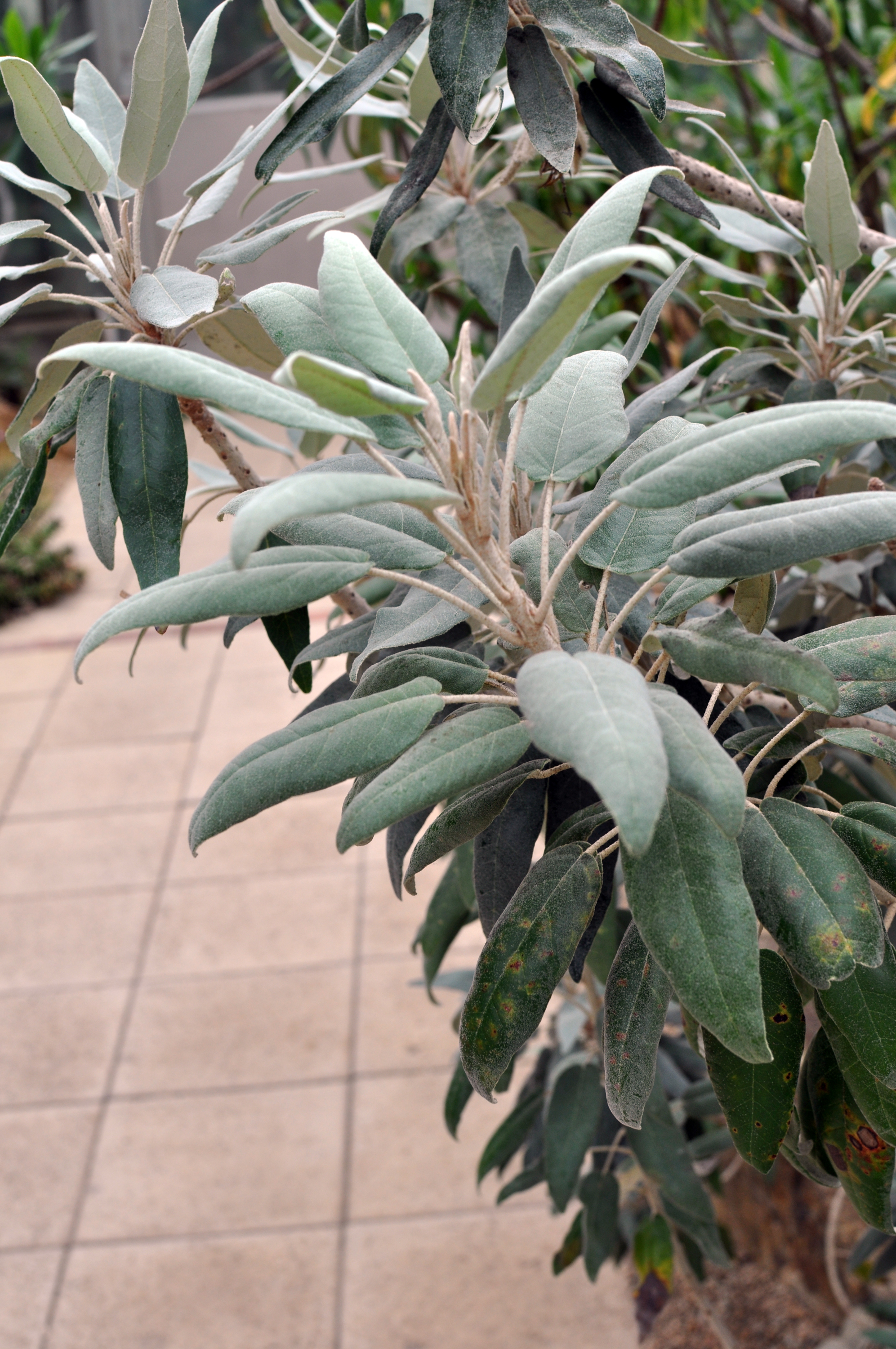
Feuilles.

L'arbuste peut atteindre de deux à trois mètres de hauteur, avec un tronc extrêmement court. Ses feuilles sont ovales et rugueuses sur leur face inférieure à cause de leur adaptation xérophytique. Les branches sont nombreuses et se multiplient à la base. Cette plante fleurit de juin à octobre. Ses fleurs en forme d'oreille ont donné son nom vernaculaire à la plante. Les pétales sont asymétriques et mesurent de 5 à 6 cm dessinant une cloche. Le fond est blanc nervuré de rouge. Son nectar est rouge écarlate. Il est apprécié du Gecko diurne à queue bleue (Phelsuma cepediana) qui est donc le pollinisateur. Ses fruits en forme de cloche (capsules) comportent dix graines noires.

## Menace et protection
L'arbuste a failli disparaître totalement à cause de l'introduction vers 1500 des Macaques crabiers à Maurice par les Portugais. En effet ces singes omnivores opportunistes se nourrissent de son bouton floral et des fruits immatures et il ne se trouve plus qu'au Morne. Cependant, grâce aux efforts du botaniste Joseph Guého (1937-2008), il a pu être reproduit en milieu de culture à partir de 1973. Des exemplaires sont conservés aux serres du conservatoire botanique national de Brest. Il peut être admiré également au jardin botanique de Pamplemousses.

## Note
1. ↑  Visite des serres de Brest